# Prätektales Syndrom
Das Prätektale Syndrom ist ein durch eine Schädigung prätektaler Strukturen entstehendes Krankheitsbild.
Hauptsächlich geschädigt sind der rostrale Nucleus interstitialis (an der Formatio reticularis) des Fasciculus longitudinalis medialis (riRLF) und der Nucleus interstitialis CAJAL.
Hauptsymptome sind:
- supranukleäre vertikale Blicklähmung
- fehlende Konvergenzreaktion der Augen
- Nystagmus

insgesamt dem Parinaud-Syndrom ähnlich.

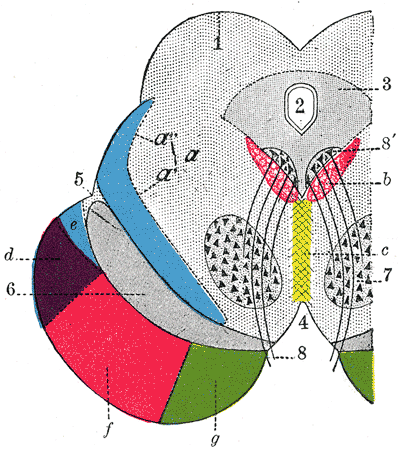
Koronarschnitt des Mittelhirnes. Medialer longitudinaler Fasciculus mit „b“ auf rotem Grund bezeichnet

Die Bezeichnung wurde von den Autoren einer Erstbeschreibung aus dem Jahre 1969 bei Affen vorgeschlagen, das Syndrom beim Menschen im Jahre 1976 beschrieben.
Der Begriff ist als rein klinische Beschreibung unspezifisch und wenig gebräuchlich.